# John Goede (tennisser)
John Goede is een Surinaams tenniscoach. Hij is tevens internationaal tennisofficial en sinds 2013 trainer van internationale coaches voor de ITF.

## Biografie
John Goede studeerde van 1978 tot 1984 voor onderwijzer aardrijkskunde en is sinds 1979 eigenaar van zijn eigen tennisschool. Sinds 2013 is hij eveneens coach voor tenniscoaches voor de International Tennis Federation (ITF). Van 1985 tot 2003 was hij gids en trainer in het Surinaamse ecotoerisme, waarvoor hij van 2000 tot 2006 nog een studie volgde.
Op tennisgebied was hij tot 2018 de enige Surinaamse level-2-official van de ITF, evenals Tennis Development Officer. In 2019 werd hij door de Surinaamse Tennisbond betrokken als adviseur voor de aanleg van nieuwe tennisbanen. In 2022 was hij een van de zes nieuwe Goodwill Sport Ambassadeurs voor Suriname.
In november 2022 richtte hij met Jupta Itoewaki en Ruben del Prado de politieke partij VijfNegenZeven Netwerken op.